# Courtney Ryley Cooper

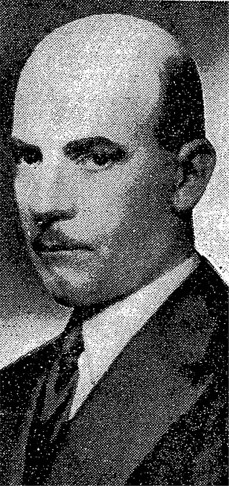
Courtney Ryley Cooper

Courtney Ryley Cooper (* 31. Oktober 1886 in Kansas City, Missouri; † 29. September 1940 in New York City, New York) war ein US-amerikanischer Journalist, Schriftsteller, Drehbuchautor und Zirkusclown.

## Leben
Courtney, der Sohn von Baltimore Thomas Cooper (1847–1898) und seiner Frau Catherine Grenolds (1850–1934), verließ 1902 das Elternhaus, ging zum Zirkus und diente sich dort vom Clown zum Direktor hoch. 1916 heiratete er Genevieve R. Furey (1896–1972).
Second lieutenant Courtney Cooper wurde 1918 vom United States Marine Corps nach Europa geschickt. Bereits in jungen Jahren hatte Cooper mit Schreibversuchen begonnen. Als Erwachsener brachte er es zum Journalisten, der im Kansas City Star, in der New York World, in der Chicago Tribune und in der Denver Post publizierte. Zudem flossen sowohl Drehbücher als auch Prosa aus seiner Feder. Beachtet wurden insbesondere seine Sachbücher zum Betreff Kriminalität in den Vereinigten Staaten. J. Edgar Hoover schrieb anno 1935 das Vorwort zu Courtney Ryley Coopers Buch Ten Thousand Public Enemies (10 000 Staatsfeinde). Darin  lobte Hoover den Autor als einen der bestinformiertesten Autoren zum Thema Kriminalität in Amerika. Cooper wirkte 1937 in dem Artikel Marijuana, Assassin of Youth zusammen mit dem Federal-Bureau-of-Narcotics-Direktor Harry J. Anslinger aufklärerisch. Dem Zirkus hielt Cooper über die Lebensjahrzehnte hinweg die Treue; zuletzt als Chefpublizist des Ringling–Barnum–Circus – „der größten Schau der Welt“.
Im Manhattaner Park Central Hotel nahm sich Courtney Ryley Cooper in seinem Hotelzimmer das Leben.

## Werk (Auswahl)
Gedichte:

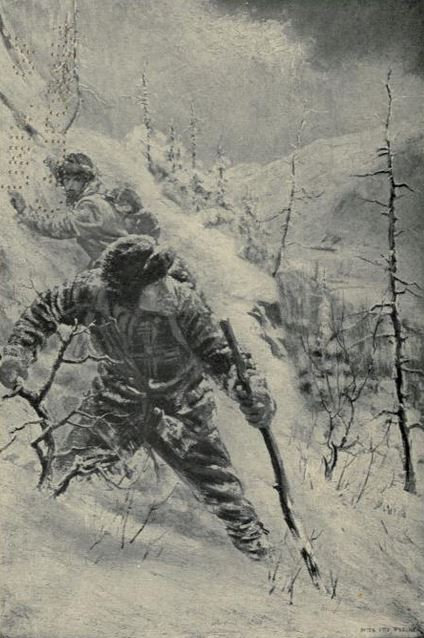
Das Buch The White Desert (1922, Frontispiz)

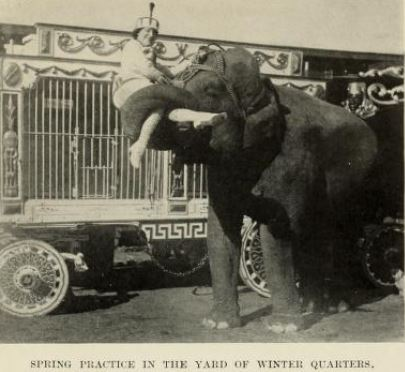
Aus dem Buch Lions ’n’ Tigers ’n’ Everything (1924, Seite 192)

- Us Kids. Kansas City, 1910 (archive.org)

Stücke:
- The Quick Lunch Cabaret. Chicago, 1918 (archive.org)

Kriminalität:
- Ten Thousand Public Enemies.[4] London, 1935 (archive.org)

Romane:
- The Cross-cut. Boston, 1921 (HathiTrust)
- The White Desert. New York, 1922 (archive.org und The White Desert audible Hörbuch (englisch))
- The Last Frontier. New York, 1923 (HathiTrust)
- The Pioneers. Boston, 1938 (Die Pioniere. Ins Deutsche übertragen von Karl Döhring. Oestergaard, Berlin 1940)

Zirkus:
- Under the Big Top. Boston, 1923
- Lions ’n’ Tigers ’n’ Everything. Boston, 1924 (archive.org)

Biographien:
- zusammen mit Louisa Frederici Cody: Memories of Buffalo Bill.[5] New York 1922 (HathiTrust)
- Annie Oakley, Woman at Arms. A Biography.[6] Vorwort: Will Rogers. New York 1927 (HathiTrust)

Drehbücher:
auch: Dokumentation, Drehbuchvorlage, Szenarium
- 1913: The Ancient Order of Good Fellows
- 1913: Tom Blake’s Redemption
- 1913: Roughing the Cub
- 1914: The Rocky Road of Love
- 1914: Steve O’Grady’s Chance
- 1918: The Eagle’s Eye
- 1921: Desperate Trails
- 1922: Step on It!
- 1923: Sawdust
- 1924: The Fast Express
- 1926: Bedrohte Grenzen
- 1927: The Trail of the Tiger
- 1929: Weary River
- 1932: The Last Frontier
- 1934: Wild Cargo
- 1936: Verrat – Ein amerikanisches Duell

## Filme im deutschsprachigen Raum
Stummfilm:
- Bedrohte Grenzen [7] (The Last Frontier (anno 1926)) von George B. Seitz mit William Boyd

Tonfilm:
- März 1940 Deutschland: Verrat – Ein amerikanisches Duell [8] (The Plainsman (anno 1936)) von Cecil B. DeMille mit Gary Cooper